# تاتسويا أنزاي
تاتسويا أنزاي (باليابانية: 安在達弥) هو لاعب كرة قدم ياباني في مركز الدفاع، ولد في 9 مايو 1996 في كونيتاتشي في اليابان. لعب مع طوكيو فيردي.

## وصلات خارجية
- تاتسويا أنزاي على موقع رابطة كرة القدم اليابانية للمحترفين (اليابانية)
- تاتسويا أنزاي على موقع قاعدة بيانات كرة القدم.إي يو (الإنجليزية)
- تاتسويا أنزاي على موقع Soccerway.com (الإنجليزية)
- تاتسويا أنزاي على موقع عالم كرة القدم.نت (الإنجليزية)